# نهار تزاد طفا الضو (فلم)
نهار تزاد طفا الضو هو فيلم كوميدي مغربي من إخراج محمد كغاط سنة 2011، وبطولة كل من رشيد الوالي وهدى الريحاني.
إضافة إلى عدد من الممثلين منهم حنان الإبراهيمي، أسماء الخمليشي، عبد الكبير الركاكنة، حسن فولان.
يتطرق الفيلم للصراع الأبدي بين تيمتي الخير والشر، ولكن في قالب كوميدي يتميز بالحركية وبطغيان كثير من الخيال.

## القصة
تتمحور قصة الفيلم حول شخصية «سعيد» (رشيد الوالي)، التي تواجه نفسها على إثر أزمة نفسية بعد حادث عارض تسبب في وفاة والديه (رشيد الوالي يؤدي الدورين).
وبعد مرور الزمن سوف تنقسم شخصيته بين الشر والخير، البطل «سعيد» ونظيره الآخر Alter ego.

## روابط خارجية
- الفيلم على موقع IMDB